# Guembelia serrana
Guembelia serrana là một loài Rêu trong họ Grimmiaceae. Loài này được (J. Muñoz, Shevock & D.R. Toren) Ochyra & Żarnowiec mô tả khoa học đầu tiên năm 2003.